# Cristianismo positivo
Cristianismo positivo (em alemão:  Positives Christentum), também conhecido como cristianismo nazista, foi um movimento na Alemanha nazista que pretendia fundar um  modelo de cristianismo coerente com o nazismo, tentando construir uma Igreja Nacional do Reich. Adolf Hitler usou o termo no artigo 24 da Plataforma do Partido Nazista de 1920, afirmando: "o Partido representa o ponto de vista do Cristianismo Positivo".
Em 1937, Hanns Kerrl, o Ministro nazi para os Assuntos Eclesiásticos, explicou que o "Cristianismo Positivo" não era "dependente do Credo dos Apóstolos", nem dependia da "fé em Cristo como filho de Deus", na qual o Cristianismo se baseava, pelo contrário, era representado pelo Partido nazi: "O Führer é o arauto de uma nova revelação", disse ele.

A "cruz solar", adotada como símbolo pelo Movimento da Fé Germânica por lembrar tanto uma cruz quanto uma suástica.

Adeptos do Cristianismo Positivo argumentavam que o cristianismo tradicional enfatizava os aspectos passivos em vez dos ativos na vida de Jesus Cristo, acentuando seu sacrifício na cruz e a redenção sobrenatural. Eles pretendiam substituir isso por uma ênfase "positiva" do Cristo como um pregador ativo, organizador e combatente que se opôs ao judaísmo institucionalizado de sua época. Em várias ocasiões durante o regime nazista, foram feitas tentativas de substituir o cristianismo ortodoxo por sua alternativa "positiva".
Durante o Terceiro Reich, os teólogos protestantes alemães, motivados pelo racismo e explorando o antissemitismo do cristianismo tradicional, redefiniram Jesus como ariano e o cristianismo como uma religião em guerra com o judaísmo. Em 1939, estes teólogos cristãos estabeleceram o Instituto para o Estudo e Erradicação da Influência Judaica na Vida Religiosa dos Alemães. Em “O Jesus Ariano” Susannah Heschel mostra que durante o Terceiro Reich, o Instituto tornou-se o órgão de propaganda mais importante do Protestantismo Alemão, exercendo uma influência ampla e profunda, produzindo um "cristianismo nazista" no qual o antissemitismo e o racismo ocupam um lugar central nesta teologia.

## Origens da ideia

Bandeira do Movimento Cristão Alemão

O Cristianismo Positivo surgiu da Alta Crítica do século XIX, com sua ênfase na distinção entre o Jesus histórico, e o Jesus divino da teologia. De acordo com algumas escolas de pensamento, a figura do salvador do cristianismo ortodoxo era muito diferente do pregador histórico galileu. Enquanto muitos de tais eruditos buscavam colocar Jesus no contexto do antigo judaísmo, alguns escritores reconstruíram um Jesus histórico que correspondia à ideologia antissemita. Nos escritos de antissemitas tais como Emile Burnouf, Houston Stewart Chamberlain e Paul de Lagarde, Jesus foi redefinido como um herói "ariano" que lutou contra o judaísmo. Consistente com suas origens na Alta Crítica, tais escritores frequentemente ou rejeitavam ou minimizavam os aspectos milagrosos das narrativas do Evangelho, reduzindo a crucificação a uma coda trágica da vida de Jesus, em vez de sua culminação prefigurada. Tanto Burnouf quanto Chamberlain argumentaram que a população da Galileia era racialmente distinta daquela da Judeia. Lagarde insistia que o cristianismo alemão devia tornar-se de caráter "nacional". 